# 东岳镇 (广安市)
东岳镇，原为东岳乡，是中华人民共和国四川省广安市广安区下辖的一个乡镇级行政单位。2019年12月，撤乡设镇。

## 行政区划
东岳镇下辖以下地区：
东岳村、东风村、石龙村、东先村、枫木村、丰都村、太平村、茯苓村、剑山村、方井村、黄河村、四方村、河口村、安子村、三板村、竹滩村、农兴村和江湾村。